# Patrick Racing
Patrick Racing var ett amerikanskt racingteam som deltog i både Champ Car och IndyCar.

## Historia
Stallet grundades av Pat Patrick 1978, och blev välkänt när man värvade Mario Andretti som förare inför 1981 års säsong. Andretti stannade i teamet under två säsonger, men man fann hans ersättare i Emerson Fittipaldi, som vann både Indianapolis 500 och titeln i CART med teamet 1989. Samma år blev stallets före detta förare Chip Ganassi delägare i teamet. Efter säsongen lämnade Fittipaldi teamet för Penske, och tog med sig sponsringen av Marlboro, vilket gjorde att stallet var tvungna att satsa på nya alternativ. Det blev ett projekt med Alfa Romeo som motorleverantör. Stallet misslyckades att nå resultat, trots välrenommerade förare som Roberto Guerrero och Danny Sullivan. Efter att Alfa Romeo hoppat av det misslyckade projektet hamnade Patrick Racing i svår ekonomisk kris. Patrick sålde då teamet till Bobby Rahal och Carl Hogan, som startade Team Rahal. Patrick byggde upp sitt team från scratch ett par år senare.
Scott Pruett var föraren för comebacken 1995, och man fick Firestone att återvända till serien. Under den första säsongen vann Pruett Michigan 500. Pruett stannade med teamet till och med 1998 och nådde ett flertal bra placeringar i mästerskapet under de åren, dock inte någon gång på den totala prispallen. I stallets andra era var istället Adrián Fernández dess mest framgångsrika förare med en andraplats i mästerskapet 2000. Samma år blev även Roberto Moreno trea i mästerskapet. Resultaten försämrades efteråt, när Fernández flyttade och startade sitt eget team, och tog med storsponsorn Cervecería Tecate. Efter några mediokra år i CART, och en säsong i IndyCar, men stallet lades ned i början av 2005. 